# 林凱光
林凱光（Lam Hoi Kwong，1989年4月28日—），生於香港，香港籃球運動員，司職得分後衛，曾效力香港甲一組籃球聯賽球隊滿貫。

## 籃球生涯
林凱光生於香港，從小他被視為本地的籃球明日之星，其後升讀香港理工大學，於2012年的亞洲大學男子籃球錦標賽榮獲聯賽的得分王，更評選為最有價值球員。
在2013年，南華因隊中第二控衛周家駒受膝蓋傷患影響，使林凱光被要求轉型控衞，而一度受外界質疑其策劃能力的他，在聯賽首兩場表現優異，場均7次的助攻。在2014年球季，林凱光獲南華外借到同一聯賽球隊安青。
在2016年6月30日，林凱光於季後賽總決賽第四戰後備上陣，在14分鐘內以100%命中率投得14分，包括一球3分球，協助南華以86–76擊敗東方，以場數3–1，重奪失落兩年的總冠軍。

## 國際賽生涯
在2017年11月，林凱光獲香港代表隊徵召出戰世界盃亞洲區外圍賽，成為歷史上香港首批參與世界盃的球員，並分別隨於主場和作客迎戰勁旅中國，韓國以及紐西蘭國家隊，結果香港首輪大敗予中國和新西蘭。

## 外部連結
- 林凱光在Eurobasket.com（球員）（英语）
- 林凱光在RealGM（英语）